# جون كوبر (مؤلف)
جون كوبر هو مؤلف كندي، ولد في 1958 في تورونتو في كندا.